# Diệp Tử My
Diệp Tử My (chữ Hán phồn thể: 葉子楣, chữ Hán giản thể: 叶子楣, tên tiếng Anh: Amy Yip, sinh ngày 10 tháng 7 năm 1966) là một nữ diễn viên và người mẫu ảnh Hồng Kông đã giải nghệ. Cô từng là một trong những nữ diễn viên "bốc lửa" với thân hình thon thả và vòng một khủng. Năm 1991, việc tham gia bộ phim cấp ba Nhục bồ đoàn và Thánh tình cùng vua hài Châu Tinh Trì đã giúp cô trở thành một tên tuổi lớn.

## Sự nghiệp
Diệp Tử My được biết đến nhiều nhất với vai diễn trong các bộ phim cấp ba của Hồng Kông như Nhục bồ đoàn và Liêu trai diễm đàm. Bộ phim Nhục bồ đoàn cũng là bộ phim cấp ba có doanh thu cao nhất trong lịch sử phòng vé Hồng Kông.
Diệp lần đầu tiên được chú ý nhờ xuất hiện trong nhiều bộ phim truyền hình vào giữa thập niên 1980. Năm 1987, vai diễn đột phá trong phim Liêu trai diễm đàm giúp cô trở thành một trong những nữ diễn viên nổi tiếng nhất ở Hồng Kông và nhiều nơi khác ở châu Á vào cuối thập niên 1980 và đầu thập niên 1990. Cô có bộ ngực to đầy đặn khiến có nhiều lời yêu cầu quay cảnh khỏa thân. Tuy nhiên, cô từ chối khỏa thân hoàn toàn trên phim. Cô tránh để lộ hoàn toàn bộ ngực của mình trên màn hình thông qua việc sử dụng các góc máy một cách thông minh. Tuy nhiên, trong Liêu trai diễm đàm, cô đã khoe mông trong một cảnh.
Cô ngừng đóng phim vào năm 1997. Cô chán nản vì không có vai diễn nào đáng nhớ trong suốt sự nghiệp diễn xuất của mình. Bộ phim đặc biệt duy nhất của cô là Dạ sinh hoạt nữ vương Hà tả truyền kỳ năm 1991 mà cô đóng vai Hà, một người phụ nữ thuộc tầng lớp thấp nhất của xã hội trở thành nữ hoàng nổi tiếng của cuộc sống về đêm ở Hồng Kông vào thập niên 1960 và 1970.

## Đời tư
Năm 1990, một người đàn ông Hồng Kông đã bị bắt vào tù và bị buộc tội ăn cắp tiền. Người đàn ông này nói rằng anh ta ăn cắp tiền để hỗ trợ lối sống xa xỉ của Diệp Tử My. Tuy nhiên, Diệp cho biết cô chỉ mới gặp người đàn ông này vài lần và anh ta không phải là bạn thân của cô.
Nhiều tin đồn xuất hiện trong nhiều năm về việc Diệp kết hôn với bạn trai là bác sĩ phẫu thuật Lữ Tích Chiêu và mang thai. Trong một cuộc phỏng vấn vào đầu năm 2006 với một phóng viên của East Weekly, người đã nhìn thấy Diệp dắt chó đi dạo ở Vịnh Repulse, cô nói rằng cô có mối quan hệ ổn định với bạn trai hơn 15 năm và không có ý định kết hôn hoặc sinh con. Cô nói thêm rằng cô có nhiều doanh nghiệp thực phẩm và đồ uống ở Hồng Kông và Ma Cao khiến cô luôn bận rộn.
Khi được hỏi liệu cô có cân nhắc quay trở lại với phim ảnh hay không, Diệp đã thẳng thừng từ chối điều này. Cô đang rất hài lòng với cuộc sống thảnh thơi hiện tại của mình và không muốn trở lại công việc quay phim nhiều tiếng đồng hồ, đi nhiều nơi để quay phim cũng như xuất hiện trước truyền thông. Cô cũng nói rằng cô không hài lòng với việc khoe ngực mình để kiếm sống.

## Phim đã tham gia
- Top Fighter 2 (1996)
- Underground Judgement (1994)
- China Dolls (1992)
- Lethal Contact (1992)
- Lucky Way (1992)
- The Prince of Temple Street (1992)
- Requital (1992)
- Stooges in Hong Kong (1992)
- The Blue Jean Monster (1991)
- Easy Money (1991)
- Erotic Ghost Story 2 - Liêu trai diễm đàm tục tập ngũ thông thần (1991)
- The Great Pretenders - Thiên vương (1991)
- The Magnificent Scoundrels - Thánh tình (1991)
- Queen of the Underworld - Dạ sinh hoạt nữ vương Hà tả truyền kỳ (1991)
- Robotrix (1991)
- Sex and Zen - Nhục bồ đoàn (1991)
- To Be Number One (1991)
- Vampire Kids - Cương thi phúc tinh tử (1991)
- Doctor's Heart (1990)
- Erotic Ghost Story - Liêu trai diễm đàm (1990)
- Ghostly Vixen (1990)
- Jail House Eros (1990)
- Legend of the Dragon (1990)
- Look Out, Officer! - Sư huynh chàng quỷ (1990)
- Mortuary Blues (1990)
- My Neighbours Are Phantoms (1990)
- Raid on Royal Casino Marine (1990)
- To Spy with Love (1990)
- Ghost Fever (1989)
- The Inspector Wears Skirts 2 (1989)
- Lost Souls (1989)
- Miracles - Kỳ tích (1989)
- Heart To Hearts (1988)
- The Inspector Wears Skirts (1988)